# Олешня (приток Ворсклы)
Олешня (укр. Олешня) — правый приток реки Ворскла, протекающий по Тростянецкому и Ахтырскому районам Сумской области Украины.

## География
Длина — 25 км. Русло реки в среднем течении (село Лысое) находится на высоте 109,8 м над уровнем моря, в верхнем течении (село Мартыновка) — 130,7 м.
Река течёт в южном направлении, кроме среднего течения — восточное направление. Река берёт начало севернее села Артемо-Растовка (Тростянецкий район). Впадает в реку Ворскла западнее села Козятин (Ахтырский район).
Русло слабоизвилистое. В верхнем течении река пересыхает в летний период. Правый берег долины реки выше левого и изрезан балками (кроме нижнего течения). На реке есть несколько прудов. В пойме реки местами присутствуют заболоченные участки с тростниковой и луговой растительностью.

## Притоки
Левые: Буймер; правые: нет крупных

## Населённые пункты
- Населённые пункты на реке от истока к устью:
- Тростянецкий район: Артемо-Растовка, Золотаревка, Мартыновка;
- Ахтырский район: Олешня, Садки, Лысое, Новое, Пасеки, Старая Ивановка, Пески.